# Amira Dahl
Amira Marlene Dahl (* 31. Januar 2006) ist eine deutsch-indonesische Fußballspielerin. Seit dem 1. Juli 2023 ist sie Vertragsspielerin von Werder Bremen.

## Karriere

### Vereine
Dahl begann beim HSV Barmbek-Uhlenhorst mit dem Fußballspielen. Von 2022 bis 2023 kam sie für die B-Jugendmannschaft des Hamburger SV in der Staffel Nord/Nordost in insgesamt 16 Punktspielen in der B-Juniorinnen-Bundesliga zum Einsatz und erzielte zwei Tore. Als Staffelsieger 2022 war ihre Mannschaft für die Endrunde um die Deutsche B-Juniorinnen-Meisterschaft 2022 qualifiziert und gelangte nach Hin- und Rückspiel gegen den FSV Gütersloh 2009 ins Finale, das mit 2:1 gegen Eintracht Frankfurt am 25. Juni in Hamburg gewonnen wurde. Für die in der drittklassigen Regionalliga Nord vertretenen ersten Mannschaft des Hamburger SV bestritt sie ihr Pflichtspieldebüt im Seniorinnenbereich am 20. August 2022 beim Ligakonkurrenten ATS Buntentor in der 1. Runde des DFB-Pokalwettbewerbs. Nachdem das Spiel nach 90 und auch nach 120 Minuten mit 3:3 keinen Sieger hervorgebracht hatte – Dahl wurde in der 98. Minute für Lisa Baum eingewechselt – entschied die gastgebende Mannschaft das Spiel mit 2:0 im Elfmeterschießen. Gegen diese Mannschaft kam sie auch zum Saisonauftakt am 28. August 2022 in der Regionalliga zum Einsatz, den sie beim 5:0-Sieg im Heimspiel gleich mit zwei Toren, den Treffern zum 2:0 und 3:0 in der 24. und 40. Minute krönte. Bis zum Saisonausklang am 2. April 2023 kam sie in 13 weiteren Punktspielen zum Einsatz, in denen ihr ein weiteres Tor gelang.
Zur Saison 2023/24 wurde sie vom Bundesligisten Werder Bremen verpflichtet. Zum Saisonauftakt am 16. September 2023, beim 5:1-Sieg im Auswärtsspiel gegen den Aufsteiger 1. FC Nürnberg, erzielte sie mit dem Treffer zum Endstand in der 74. Minute gleich ihr erstes Bundesligator.

### Auswahl-/Nationalmannschaft
Dahl kam als Spielerin der Auswahlmannschaft der Altersklassen U14 (2019) und U16 (2022) des Hamburger Fußball-Verbandes in insgesamt sieben Turnierspielen des Wettbewerbs um den DFB-Länderpokal an der Sportschule Wedau in Duisburg zum Einsatz. 
Als Nationalspielerin debütierte sie in der U17-Nationalmannschaft, die am 6. September 2022 in Hanau das in Freundschaft ausgetragene Länderspiel gegen die U17-Nationalmannschaft Italiens mit 3:1 gewann; bei ihrer Länderspielpremiere erzielte sie mit dem 1:0-Führungstreffer in der zehnten Minute auch gleich ihr erstes Länderspieltor. Bis zum 21. Februar 2023 folgten drei weitere Einsätze. In der Ersten Qualifikationsrunde für die Europameisterschaft 2023 in Estland bestritt sie alle drei Spiele in der Gruppe 5.

## Erfolge
- Deutsche B-Juniorinnenmeisterin: 2021/22
- Meisterin der Regionalliga Nord 2022/23
- DFB-Pokal-Finalistin: 2024/25

## Auszeichnungen
- Jugendspielerin des Jahres 2023 des Hamburger Fußball-Verbandes[1]